# Невел
Невел (њем. Newel) општина је у њемачкој савезној држави Рајна-Палатинат. Једно је од 103 општинска средишта округа Трир-Сарбург. Према процјени из 2010. у општини је живјело 2.913 становника. Посједује регионалну шифру (AGS) 7235094.

## Географски и демографски подаци
Невел се налази у савезној држави Рајна-Палатинат у округу Трир-Сарбург. Општина се налази на надморској висини од 365 метара. Површина општине износи 16,6 km². У самом мјесту је, према процјени из 2010. године, живјело 2.913 становника. Просјечна густина становништва износи 175 становника/km².